# Bernard Lorenzo de Robeck
Bernard Lorenzo de Robeck, britanski general, * 1898, † 1957.